# Тетраєвангеліє Івана Александра

Сторінка Тетраєвангелія із зображеннями царя Івана Александра та його сім'ї

Тетраєвангеліє Івана Александра (болг. Четвероевангелие на (цар) Иван Александър) — ілюстроване рукописне Євангеліє, переписане близько 1355–1356 років монахом Симеоном за царя Івана Александра.

## Історія
Рукопис Тетраєвангелія датується 1355–1356 роками. Прийнято вважати, що воно було перекладено монахом Симеоном на замовлення болгарського царя Івана Александра. Допускається можливість того, що ілюстрації Тетраєвангелія були зроблені власноруч перекладачем.
Дослідники звертають увагу на те, що почерк перекладача Тетраєвангелія Івана Александра подібний до хронік Константина Манасія (1344—1345), що відносяться до Тарновської книжної школи.
У 1393 році, коли Тирново було захоплено турецькими військами, Тетраєвангеліє Івана Александра було перевезено до Молдови, де було придбане молдавським господарем Олександром Добрим (занатовано на аркуші 5а). У XVII столітті рукопис потрапив, ймовірно, як дар молдавських князів, до афонського монастиря «Святого Павла». У 1837 році англієць Роберт Керзон відвідав монастир і (за його власними словами) отримав Тетраєвангеліє разом з Відінським Євангелієм як подарунок від настоятеля. Дорогоцінний рукопис залишався власністю родини Керзон до 1917 року, коли дочка Р. Керзона, баронеса Zouche, подарувала його разом з іншими книгами зі своєї колекції своєї до Британського музея в Лондоні. Звідти, у 1973 році рукопис було передано Британській бібліотеці, де він і перебуває до нашого часу.
Вперше дослідив рукопис Тетраєвангелія Івана Александра відомий болгарський політик Петр Гудев. Влітку 1925 року рукопис досліджував також болгарський археолог та мистецтвознавець Богдан Філов.

## Зміст рукопису
Книга містить 268 пергаментних аркушів з текстом чотирьох Євангелій. Варто зазначити, що переписувач монах Симеон залишив чимало особистих нотатків на аркушах 274б-275а. Текст оздоблений 366 кольоровими мініатюрами, що робить Тетраєвангеліє одним з найрозкошніших ілюстрованих болгарських рукописів. За винятком королівських портретів (аркуш 2б, аркуш 3а), його ілюстрації схожі на грецький рукопис № 74 у Національній бібліотеці в Парижі.
Царські портрети на початку Тетраєвангелія супроводжуються такими написами:
|  | * Іоан Александр, віруючий в Христа Бога цар і самодержавець всім болгарам та грекам (болг. Йоан Александър, в Христа Бога верен цар и самодръжец всем блъгаром и гръком); - Феодора, в Христа Бога віруюча та новопохрещена цариця і самодержиця всім болгарам та грекам (болг. Теодора, в Христа Бога вернаа и новопросвещеннаа царица и самодръжица всем блъгаром и гръком); - Іван Шишман цар, син великого царя Івана Александра (болг. Йоан Шишман цар, син великаго царя Иоана Александра); - Іван Асен цар, син царський (болг. Йоан Асен цар, син царев). |

Євангелія прикрашені великою кількістю мініатюр у стилі характерному для Західної Європи пізнього середньовіччя, але, тим не менш, наслідують давні традиції ранніх візантійських рукописів Священного Писання.

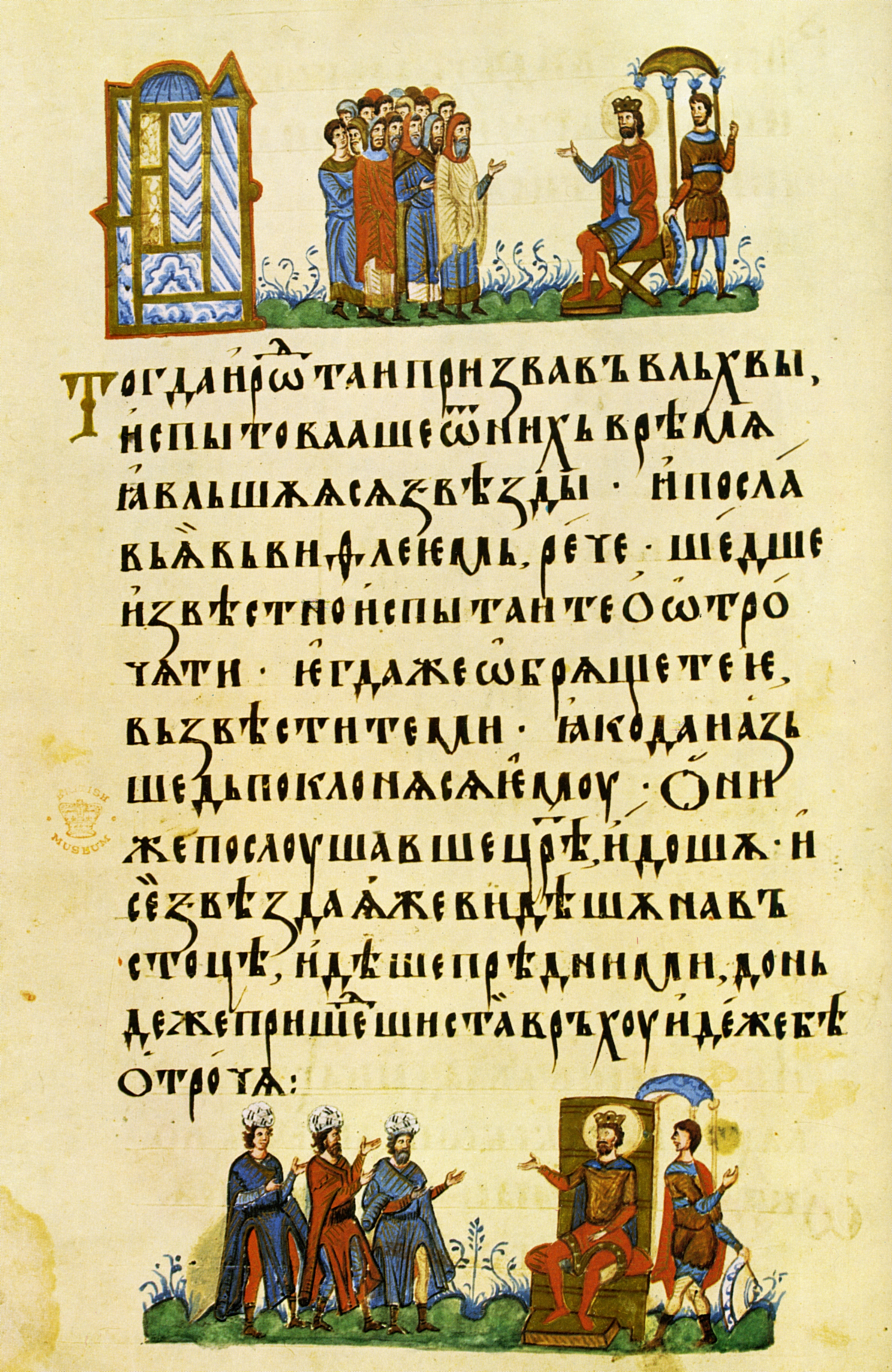
Книга 9; Матвій 2:3-7, зображення як Ірод слухає поради та викликає трьох волхвів до себе
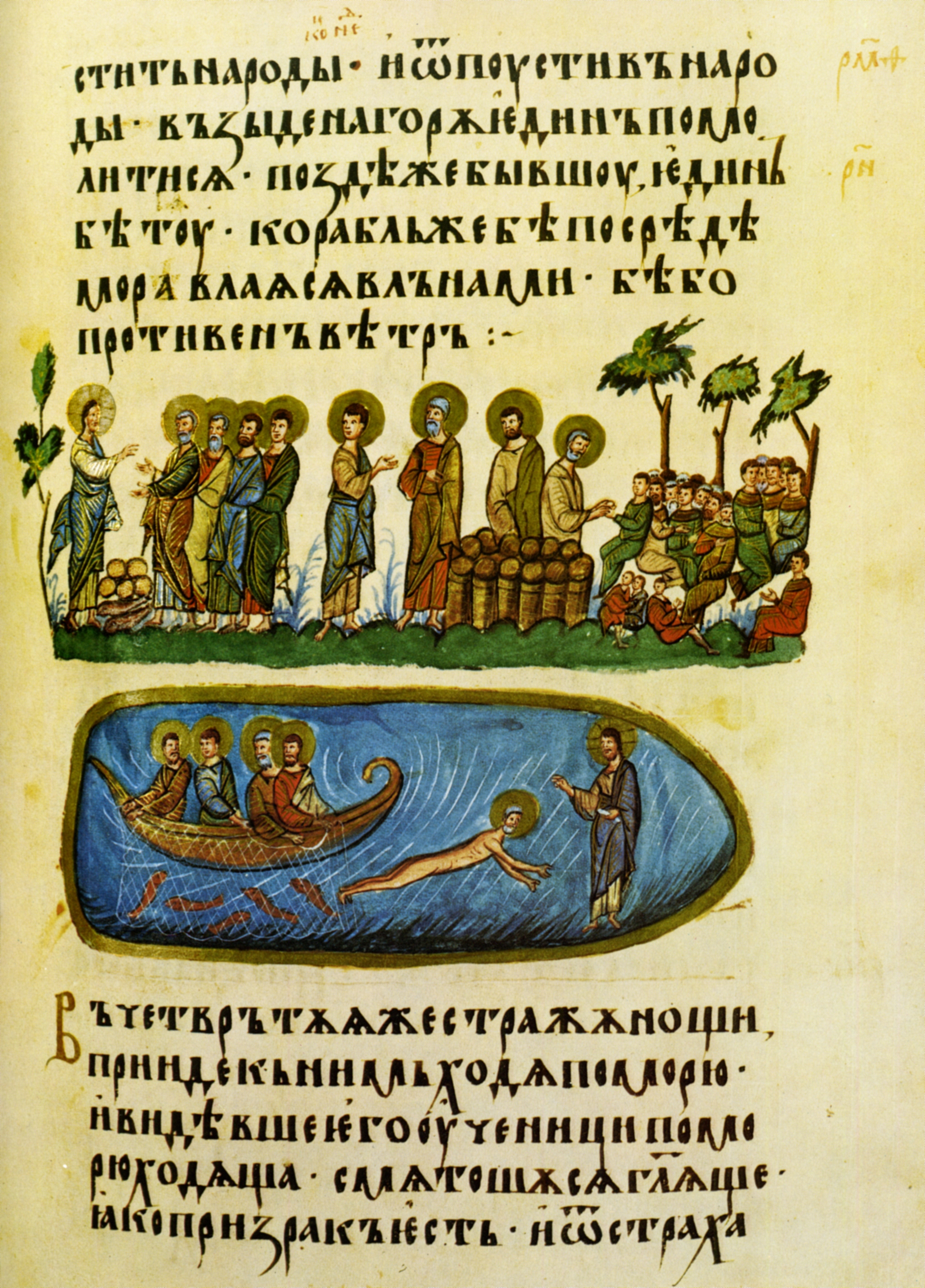
Книга 45; Матвій 14:15-31, зображення сцени годування п'яти тисяч люду та Ісуса, який йде по воді
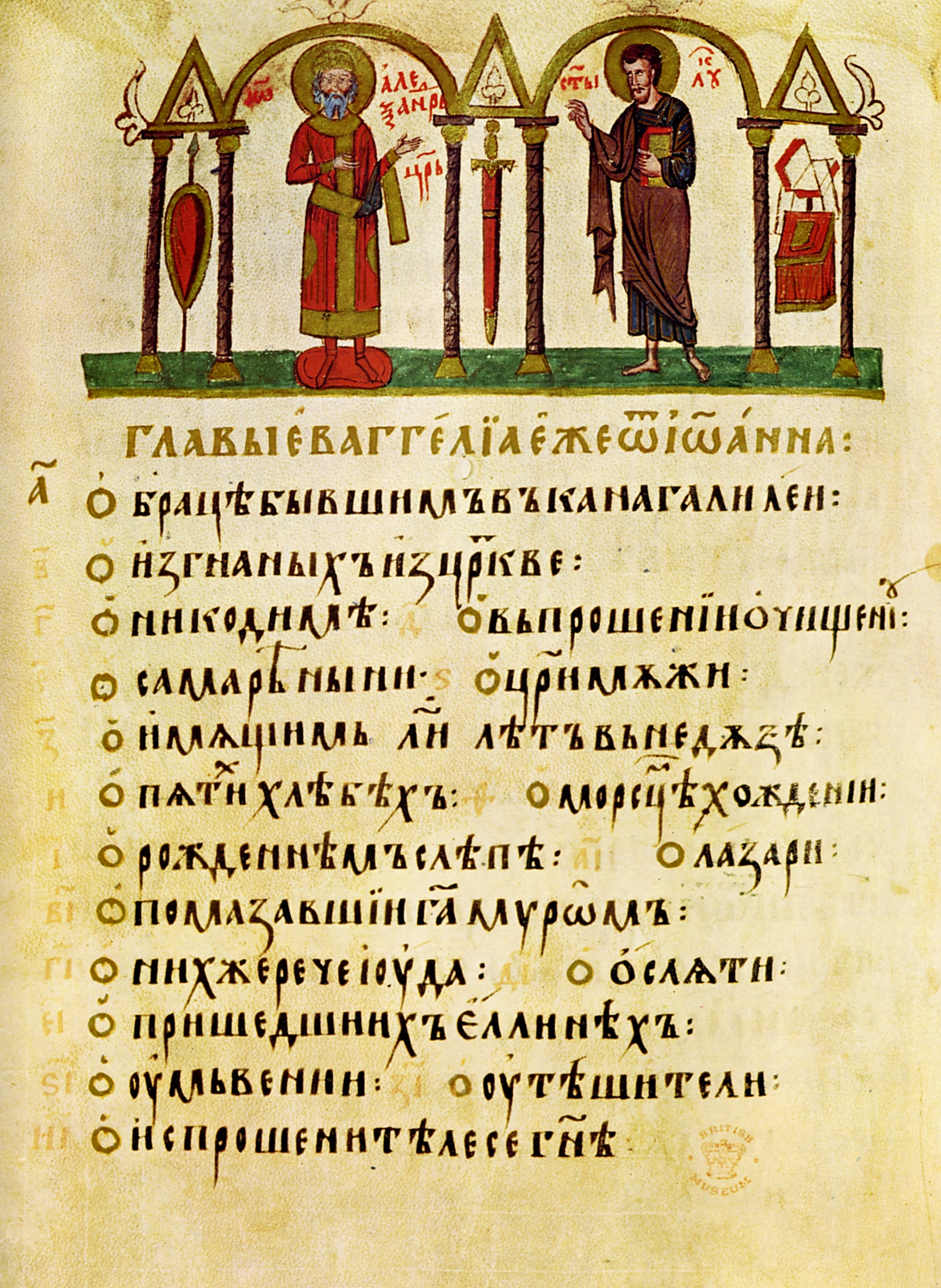
Книга 212; зображення царя з роззутим євангелістом
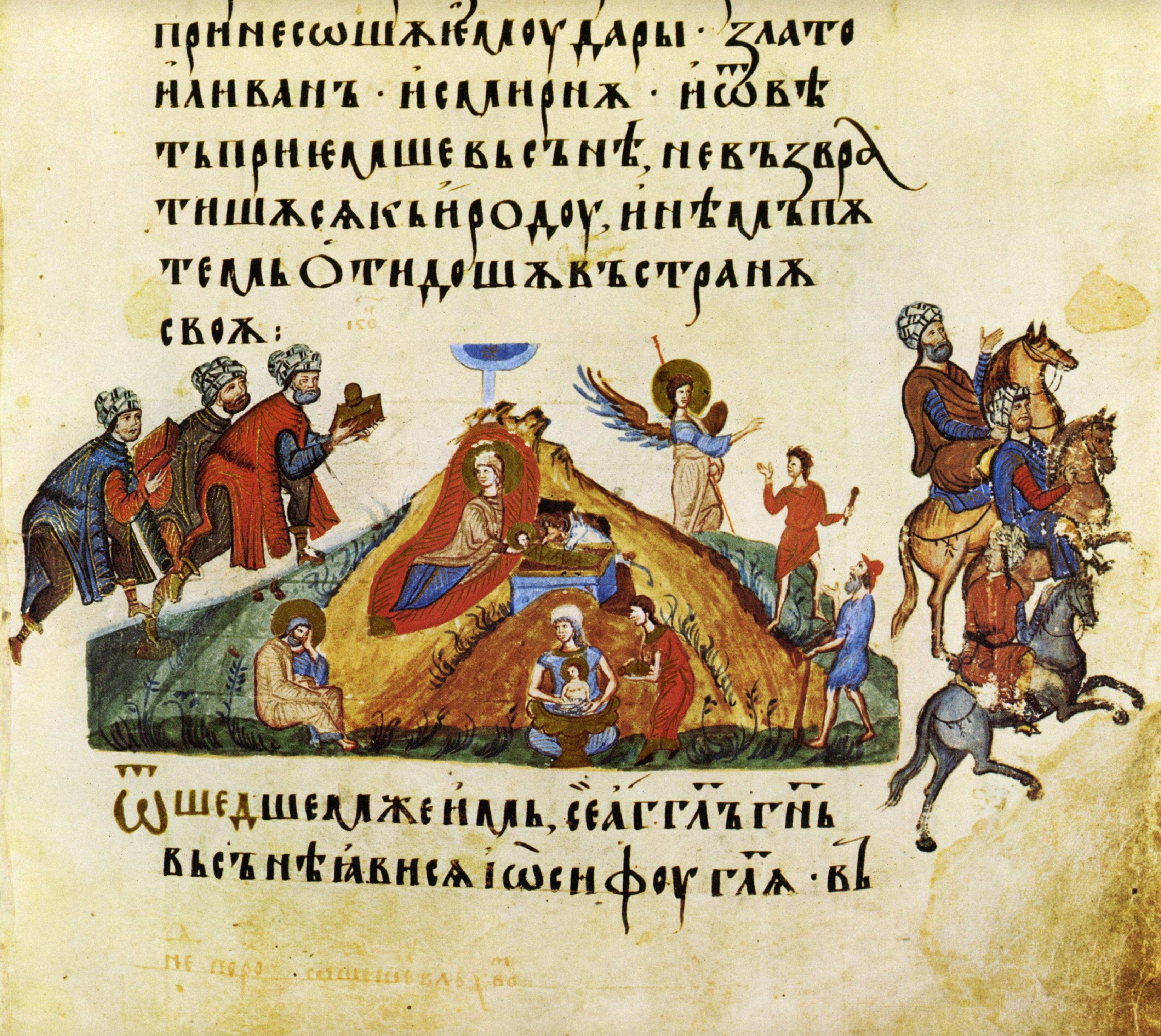
Книга 10, зображення волхвів, що несуть дари Ісусу